# Шестёровка (станция)
Шестёровка — железнодорожная станция в посёлке Великий Мох Климовичского района Могилёвской области Республики Беларусь. Располагается на однопутной тепловозной линии Могилёв — Кричев — Рославль между о.п. Звезда и о.п. Осва. Пассажирское движение через станцию отсутствует.